# 比紹航空
比紹航空是西非國家幾內亞比紹的國家航空公司，總部設在該國首都比紹，於1960年成立，1998年結業。該航空公司結業前航班的基地位於奥斯瓦尔多维埃拉国际机场。

## 航點
| 旗幟 | 城市 | 國家       | 機場名稱     | 備註     |
|      | 比紹 | 幾內亞比紹 | 比紹國際機場 | 樞紐機場 |